# Mangora colonche
Mangora colonche là một loài nhện trong họ Araneidae.
Loài này thuộc chi Mangora. Mangora colonche được Herbert Walter Levi miêu tả năm 2007.